# 新宮紀宝道路
新宮紀宝道路（しんぐうきほうどうろ）は、和歌山県新宮市あけぼのから三重県南牟婁郡紀宝町神内に至る自動車専用道路である。近畿自動車道紀勢線に並行する国道42号の自動車専用道路として整備されている。
高速道路ナンバリングによる路線番号は、近畿自動車道紀勢線（勢和多気 - 和歌山）を形成するため「E42」が振られる。

## 概要
新宮市と紀宝町を結ぶ幹線道路は、熊野川河口部にある国道42号の新熊野大橋と熊野大橋しかなく有効な迂回路がない状況である。そのため、慢性的な渋滞や、平成23年台風第12号により熊野川が氾濫し当区間が通行止めになったように、災害時に当地域の連携に支障が出るなどの問題があった。また、南海トラフ巨大地震による津波被害が予測されていることから熊野川河口に橋を架ける会などによって熊野川河口大橋（仮称）の建設が求められていた。2013年に救急医療活動の支援、渋滞緩和、災害時の救命活動や地域復興支援の寄与などを目的に熊野川河口大橋を含む新宮紀宝道路が事業化された。
新宮紀宝道路が計画されているルートには、紀宝町鵜殿地区の住宅地があり、周辺住民から生活環境の悪化や立ち退きの反対を理由に計画ルートの変更が要望されている。この問題は紀宝町長選の争点としても挙げられたが、2018年1月28日に現職の西田健が当選したことにより現行の計画で事業が進められる予定である。2019年には、基本計画区間となっていた新宮紀宝道路に接続する両端の高速道路が事業化されたことで、紀伊半島一周の高速道路整備が決定した。
2024年（令和6年）12月7日に全線開通した。

### 路線データ
- 起点 : 和歌山県新宮市あけぼの
- 終点 : 三重県南牟婁郡紀宝町神内（こうのうち）
- 路線延長 : 2.4 km
- 構造規格 : 第1種第3級
- 設計速度 : 80 km/h
- 車線数 : 完成2車線
- 幅員 : 12.0 m

## 道路の位置関係
近畿自動車道紀勢線
（大阪・和歌山方面） - E26 / E42 阪和自動車道 - E42 ※湯浅御坊道路 - E42 阪和自動車道 - E42 紀勢自動車道 - E42 ※すさみ串本道路 - E42 ※串本太地道路 - E42 ※那智勝浦新宮道路 - E42 ※新宮道路 - E42 ※新宮紀宝道路 - E42 ※紀宝熊野道路 - E42 ※熊野道路 - E42 ※熊野尾鷲道路 - E42 紀勢自動車道 - （津・名古屋方面）
※は高速自動車国道に並行する一般国道自動車専用道路を示す。

## 歴史
- 2013年（平成25年）度 : 事業化。
- 2017年（平成29年）12月23日 : 起工式[9]。
- 2021年（令和3年）4月27日 : 国土交通省が「防災・減災、国土強靭化に向けた道路の5か年対策プログラム」として新たに開通見通しを公表。新宮紀宝道路については令和6年秋に開通予定としていた[7][8]。
- 2024年（令和6年）12月7日 : 新宮北IC - 紀宝IC間開通[6][7][8]。

## インターチェンジなど
- IC番号欄の背景色が■である区間は既開通区間に存在する。施設欄の背景色が■である部分は未開通区間または未供用施設を示す。

| IC番号                                  | 施設名     | 接続路線名                    | 起点から (km) | 備考           | 備考     | 所在地 | 所在地 |
| --------------------------------------- | ---------- | ----------------------------- | ------------- | -------------- | -------- | ------ | ------ |
| E42 新宮道路 和歌山・田辺方面（事業中） |            |                               |               |                |          |        |        |
|                                         | 新宮北IC   | 和歌山県道231号あけぼの広角線 | 0.0           | 紀宝方面出入口 | 和歌山県 | 新宮市 |        |
|                                         | 紀宝鵜殿IC | 三重県道35号紀宝川瀬線        |               | 新宮方面出入口 | 三重県   | 紀宝町 |        |
|                                         | 紀宝IC     | 国道42号（紀宝バイパス）      | 2.4           | 新宮方面出入口 | 三重県   | 紀宝町 |        |
| E42 紀宝熊野道路 津・尾鷲方面（事業中） |            |                               |               |                |          |        |        |

## 主な橋梁
- 熊野川渡河橋 (814 m)